# Boris Strel
Boris Strel (* 20. Oktober 1959 in Škofja Loka; † 28. März 2013 ebenda) war ein jugoslawischer Skirennläufer slowenischer Herkunft.
Sein größter Erfolg war der Gewinn der Riesenslalom-Bronzemedaille bei den Skiweltmeisterschaften 1982 in Schladming, hinter Steve Mahre und Ingemar Stenmark, was den ersten Medaillengewinn für Jugoslawien bei Alpinen Skiweltmeisterschaften bedeutete. Er verbesserte sich von Rang 7 nach dem ersten Durchgang auf den dritten Endrang. 1980 wurde er bei den Olympischen Spielen in Lake Placid Achter im Riesenslalom, vier Jahre später in Sarajevo Fünfter in derselben Disziplin. Zu Beginn seiner Karriere hatte er bei den Junioreneuropameisterschaften 1977 in Kranjska Gora die Goldmedaille im Riesenslalom gewonnen.
Im Skiweltcup gewann Strel einen Riesenslalom, am 15. Dezember 1981 in Cortina d’Ampezzo. Einen weiteren Podestplatz erreichte er am 26. Januar 1981 beim Riesenslalom in Adelboden. Dazu kommen 21 weitere Platzierungen unter den besten Zehn.